# I Created Disco
I Created Disco je debutové album skotského zpěváka a hudebního producenta Calvina Harrise. Bylo vydáno 18. června 2007 Fly Eye rocords a Columbia Records, dosáhlo až na 8. příčku v UK Albums Chart s 14 000 prodanými kopiemi a nakonec bylo odměněno zlatou deskou s prodejem přes 100 000 kopií.

## Nahrávání
Nahrávání alba I Created Disco probíhalo po dva roky v Harrisově rodném Dumfries v jižním skotsku, kde má své studio zvané Calvinharrisbeats Studio. Všech 14 písní napsal a produkoval sám Harris.

## Propagace
Ještě před vydáním alba, pustila Columbia Records do světa dva singly. První, "Acceptable in the 80s", obsadil 10. místo v UK Singles Chart. Druhý, "The Girls", obsadil místo třetí. Díky úspěšnosti těchto singlů, supportoval kapelám Faithless a Groove Armadě na jejich turné na jaře 2007. Přebal alba byl také použit při propagaci žlutého iPodu Nano 4. generace.

## Seznam písní
1. "Merrymaking at My Place" – 4:10
2. "Colours" – 4:02
3. "This Is the Industry" – 3:56
4. "The Girls" – 5:15
5. "Acceptable in the 80s" – 5:33
6. "Neon Rocks" – 3:48
7. "Traffic Cops" – 0:54
8. "Vegas" – 5:42
9. "I Created Disco" – 4:09
10. "Disco Heat" – 4:31
11. "Vault Character" – 0:08
12. "Certified" – 4:08
13. "Love Souvenir" – 4:20
14. "Electro Man" – 4:58

VB a Australská iTunes edice
1. "We're All the Same" – 3:56

Italská iTunes edice
1. "Acceptable in the 80s" (Tom Neville Remix) – 7:11
2. "The Girls" (Groove Armada Remix) – 8:04
3. "Merrymaking at My Place" (Deadmau5 Remix) – 5:28

Japonská edice
1. "Rock N Roll Attitude" – 3:19
2. "Love for You" – 3:52
3. "The Girls" (Groove Armada Remix) – 8:03
4. "Acceptable in the 80s" (Tom Neville Remix) – 7:16

Francouzské bonusové CD
1. "Rock N Roll Attitude" – 3:19
2. "We Are All the Same" – 3:56
3. "Love for You" – 3:52
4. "Merrymaking at My Place" (Mr Oizo Remix) – 3:29
5. "Acceptable in the 80s" (Tom Neville Remix) – 7:16
6. "The Girls" (Groove Armada Remix) – 8:03
7. "The Girls" (Acoustic Version) – 3:30